# Torneo de Kitzbühel 2023
El Generali Open Kitzbühel 2023 fue un torneo de tenis perteneciente al ATP Tour 2023 en la categoría ATP Tour 250. El torneo tuvo lugar en la ciudad de Kitzbühel (Austria) desde el 31 de julio hasta el 5 de agosto sobre tierra batida.

## Distribución de puntos
| Modalidad            | Campeón | Finalista | Semifinales | Cuartos de final | 2ª ronda | 1ª ronda | Clasificados | 2ª ronda de clasificación | 1ª ronda de clasificación |
| Individual masculino | 250     | 165       | 100         | 50               | 25       | 0        | 13           | 7                         | 0                         |
| Dobles masculino     | 250     | 150       | 90          | 45               | 20       | 0        | -            | -                         | -                         |

## Cabezas de serie

### Individuales masculino
| Tenista                 | Ranking | Preclasificados |
| Tomás Martín Etcheverry | 34      | 1               |
| Yannick Hanfmann        | 45      | 2               |
| Pedro Cachín            | 49      | 3               |
| Sebastian Ofner         | 52      | 4               |
| Laslo Djere             | 57      | 5               |
| Roberto Carballés       | 59      | 6               |
| Dušan Lajović           | 60      | 7               |
| Daniel Altmaier         | 61      | 8               |

- Ranking del 24 de julio de 2023.[2]

### Dobles masculino
| Tenista                              | Ranking | Preclasificados |
| Alexander Erler Lucas Miedler        | 77      | 1               |
| Simone Bolelli Andrea Vavassori      | 84      | 2               |
| Sadio Doumbia Fabien Reboul          | 90      | 3               |
| Gonzalo Escobar Aleksandr Nedovyesov | 96      | 4               |

## Campeones

### Individual masculino
Sebastián Báez venció a  Dominic Thiem por 6-3, 6-1

### Dobles masculino
Alexander Erler /  Lucas Miedler vencieron a  Gonzalo Escobar /  Aleksandr Nedovyesov por 6-4, 6-4